# 长管素馨
长管素馨（学名：Jasminum longitubum）为木犀科素馨属的植物，是中国的特有植物。分布在中国大陆的广西等地，目前尚未由人工引种栽培。